# AEGON Pro Series Loughborough 2013
L'AEGON Pro Series Loughborough 2013 è stato un torneo di tennis facente parte della categoria ITF Men's Circuit nell'ambito dell'ITF Men's Circuit 2013 e dell'ITF Women's Circuit nell'ambito dell'ITF Women's Circuit 2013. Sia il torneo maschile che quello femminile si sono giocati a Loughborough in Regno Unito. quello maschile dal 14 al 20 ottobre, quello femminile dal 23 al 29 settembre 2013 su campi in cemento indoor.

## Vincitori

### Singolare maschile
Laurynas Grigelis ha battuto in finale  David Rice con il punteggio di 6–4, 3–6, 6–3

### Doppio maschile
David Rice /  Sean Thornley hanno battuto in finale  Kevin Griekspoor /  Scott Griekspoor con il punteggio di 6–3, 6–7(3–7), [10–5]

### Singolare femminile
Anna-Lena Friedsam ha battuto in finale  Alison Van Uytvanck con il punteggio di 6–3, 6–0

### Doppio femminile
Çağla Büyükakçay /  Pemra Özgen hanno battuto in finale  Magda Linette /  Tereza Smitková con il punteggio di 6–2, 5–7, [10–6]